# Békés
Békés é uma cidade do Condado de Békés, na Hungria. Está localizada há 10 km ao norte de Békéscsaba e 190 km a leste de Budapeste. Tem 127,23 km² de área e sua população em 2019 foi estimada em 18.322 habitantes.